# Amparoina
Amparoina là một chi của nấm thuộc Tricholomataceae. Chi này gồm 2 loài được tìm thấy ở Nam Mỹ.